# Радеша
Радеша је село у Србији у општини Гора, на Косову и Метохији, са горанском етничком већином. По законима привремених институција Косова ово насеље је у саставу општине Драгаш. Атар насеља се налази на територији катастарске општине Радеша површине 1532 ha. Први писани помен о селу је из 1348. године, у Светоарханђелској повељи српског цара Стефана Душана. Иван Јастребов је записао да су цркве код Радеше и Лештана порушене вероватно током или након горанског устанка против Турака у 19. веку.

## Демографија
Насеље има горанску етничку већину.
Број становника на пописима:
- попис становништва 1948. године: 753
- попис становништва 1953. године: 794
- попис становништва 1961. године: 837
- попис становништва 1971. године: 884
- попис становништва 1981. године: 1279
- попис становништва 1991. године: 1226

### Попис2011.
На попису становништва 2011. године, Радеша је имала 1224 становника, следећег националног састава:
| Попис 2011.‍  | Попис 2011.‍ | Попис 2011.‍ | Попис 2011.‍ | Попис 2011.‍ |
| ------------ | ----------- | ----------- | ----------- | ----------- |
|              |             |             |             |             |
| Горанци      | Горанци     |             | 788         | 64,37%      |
| Бошњаци      | Бошњаци     |             | 434         | 35,45%      |
| остали       | остали      |             | 1           | 0,08%       |
| неизјашњено  | неизјашњено |             | 1           | 0,08%       |
| укупно: 1224 |             |             |             |             |